# ムルタトゥーリ

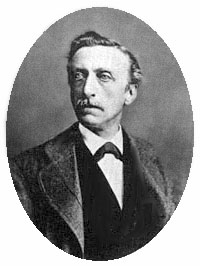
エドゥアルト・ダウエス・デッケル

エドゥアルト・ダウエス・デッケル（オランダ語: Eduard Douwes Dekker、1820年3月2日 - 1887年2月19日）は、オランダの社会批評家。ペンネームのカタカナ翻字はムルタトゥーリのほか、ムルタテューリ、ミュリタテュリ、ムルタテュリがある。
1839年から1852年までスマトラ、マナド、モルッカ、ジャワなど、オランダ領東インド各地で植民地官吏として勤務した。
帰国後の1860年に、「ムルタトゥーリ」のペンネームで小説『マックス・ハーフェラール』を発表し、植民地の経済を抑圧する宗主国の姿を描き世論に大きな影響を与えた。デッケルの筆名は古代ローマの詩人ホラティウスの詩の一節から造ったラテン語で「われ大いに受難せり」を意味する。その後もいくつか作品を発表しドイツで客死した。

## 主な著作
発行年順。
- Multatuli. Max Havelaar, of de, Koffij-veilingen der Nederlandsche Handel-maatschappij。J. de Ruyter、1860年、NCID BA07057939。
- Multatuli. Japansche gesprek。出版社不明、1862年6月[5]。
- Multatuli (1900). “Nog-eens : vrye arbeid in Nederlandsch Indie.”. In Admiraal, Aart (オランダ語). Multatuli en zijne werken geschetst. Meesterwerken van Multatuli ; [4] (改訂第4版 ed.). アムステルダム: E. & M. Cohen. pp. 204-. 国立国会図書館書誌ID:00000616833820cm。（仮題：再び: オランダ領東インドにおける無償労働）、アールト・アドミラル 編『オランダ領東インドにおける無償労働。ムルタトゥーリとその作品の概要』〈ムルタートゥーリ傑作集第4巻〉
- Multatuli. Millioenen-studien. 改訂第5版、アムステルダム：E. & M. Cohen、1914年。オランダ語版。国立国会図書館書誌ID:024296342。（数百万もの研究）

### マックス・ハーフェラール
主な改版と各国語訳。
オランダ語版（原語）
- Multatuli. Kottenkamp, Franz. Spohr, Wilhelm. (ed). Max Havelaar. J.C.C. Bruns〈Meisterwerke der modernen Weltliteratur〉、1901年。21版、NCID BB19624931。（現代世界文学の傑作シリーズ）
- Multatuli. Max Havelaar. J.M. Meulenhoff〈De Meulenhoff-editie：Een algemeene bibliotheek〉、1920年 、NCID BC09139711。（ミューレンホフ版：一般的な図書館シリーズ）
- Multatuli. Brands, G.A.  Max Havelaar of de koffiveilingen der Nederlandsche Handelmaatschappij. オランダ語版の改題改版、Netherlands Indies Government Printing Works、1945年。NCID BA81591734。オーストラリアで出版。
- Multatuli. Huygens, G. W. Max Havelaar : of de Koffieveilingen der Nederlandsche Handel-Maatschappij. Donker、1958年。NCID BB12369053。

インドネシア語版
- Multatuli. Jassin, H. B. Termorshuizen, G. Max Havelaar : atau lelang kopi persekutuan dagang Belanda. Djambatan、1972年。インドネシア語版、NCID BA55705202。
- Max Havelaar; atau lelang kopi maskapai dagang Belanda. 第2版。（マックス・ハブラー。またはオランダ貿易航空会社のコーヒーオークション）ジャカルタ：Djambatan、1973年。インドネシア語版。国立国会図書館書誌ID:000006168276。xxi、本文359頁、22 cm。オランダ語版原題は『Max Havelaar; de koffieveilingen der nederlandsche handelsmaatschappij』。

英語版
- Multatuli. Edwards, Roy (ed.) D. H. Lawrence (序). Max Havelaar : or, the coffee auctions of the Dutch trading company. Sythoff, Heinemann〈Bibliotheca Neerlandica 5〉、1967年。英語版。NCID BA53493555。
- Multatuli. Edwards, Roy (ed.) Max Havelaar, or, The coffee auctions of the Dutch Trading Company. Sijthoff〈Bibliotheca Neerlandica〉、1967年、NCID BA48871904。
- Multatuli. Lawrence, D. H. (David Herbert). Edwards, Roy. Beekman, E. M.  Max Havelaar, or, The coffee auctions of the Dutch Trading Company. マサチューセッツ州大学出版会〈Library of the Indies〉（University of Massachusetts Press）、1982年。 8,702,335,990,870,230,000、NCID BA26784759。
- Multatuli. Max Havelaar, or, The coffee sales of the Netherlands trading company. Southdene Sdn Bhd : Macmillan（販売）、1984年、333379322、NCID BA1234868X。

ドイツ語版
- Multatuli. Mischke, Karl, b. 1863 (ed). Max Havelaar, oder, Die Kaffee-Versteigerungen der Niederländischen Handels-Gesellschaft. Otto Hendel〈Bibliothek der Gesamt-Litteratur 1396-1399〉、1900年。ドイツ語版、NCID BA34191129。（マックス・ハーフェラール、またはオランダ貿易会社のコーヒー競売）

日本語版
- ミュリタテュリ 著『蘭印※に正義を叫ぶマックス・ハーフェラール』（タイムス出版社、1942年）※＝蘭印とはオランダ領インドネシアのこと。
- ムルタテューリ 著『マックス・ハーフェラール』渋沢元則 訳注（大学書林、1989-02）オランダ語、英語、フランス語、インドネシア語併記。著者の肖像あり。

フランス語版
- Multatuli. Garros, Mme Roland and Roelandt, L. Roelandt, L. Max Havelaar. Pays-Bas/Flandre〈Éditions universitaires〉、1968年、NCID BA15320177。

## 日本語版著作
発行年順。
- ミュリタテュリ 著『蘭印※に正義を叫ぶマックス・ハーフェラール』（タイムス出版社、1942年）doi:10.11501/1719662.、国立国会図書館書誌ID:000001113877。「解説」「写真一葉」「蘭印略図」を含む。※＝蘭印とはオランダ領インドネシアのこと。
- ムルタテューリ 著『マックス・ハーフェラール』渋沢元則 訳注（大学書林、1989-02）doi:10.11501/13406185、国立国会図書館書誌ID:000001973449。背表紙の書名は『Max Havelaar』。オランダ語、英語、フランス語、インドネシア語併記。著者の肖像あり。
- 宮本謙介「第II部 国際交易の発展と植民地社会の形成（18世紀から19世紀中葉まで）§第7章 強制栽培制度とジャワ社会 §§8 ムルタトゥーリと『マックス・ハーフェラール』」『概説インドネシア経済史』有斐閣〈有斐閣選書〉、2003年5月、100-頁。国立国会図書館書誌ID:000004128815。、ISBN 4-641-28084-3。
- 大杉栄 著「1912年10月1日-1914年9月25日 : 近代思想」（ぱる出版〈大杉栄全集 第2巻〉、2014-09）ISBN 978-4-8272-0902-0、国立国会図書館書誌ID:025758019。
  - 「オーソリテの話」ムルタトウーリ
  - 「無知」ムルタトウリ
- Max Havelaar, of de koffi-veilingen der Nederlandsche Handel-Maatschappy (1860)　『マックス・ハーフェラール - もしくはオランダ商事会社のコーヒー競売』　佐藤弘幸訳（めこん、2003年）CRID 1572824499877479296。

### 関連資料
- 石坂昭雄「ムルタトゥーリ『マックス・ハーフェラール，もしくはオランダ商事会社のコーヒー競売』とその時代 : オランダ近代史の光と影」『札幌大学総合論叢』第36巻、札幌大学、2013年12月、197-223頁、CRID 1050564287508324736、ISSN 1342-324X、NAID 110009659212。